# Удри ђавола (филм из 1953)
Удри ђавола (енгл. Beat the Devil) је филм из 1953. који је режирао Џон Хјустон, а главну улогу игра Хамфри Богарт.

## Улоге
| Глумац           | Улога                   |
| ---------------- | ----------------------- |
| Хамфри Богарт    | Били Данрутер           |
| Џенифер Џоунс    | Госпођа Гвендолен Челм  |
| Ђина Лолобриђида | Марија Данрутер         |
| Роберт Морли     | Питерсон                |
| Питер Лори       | Џулијус О`Хара          |
| Едвард Андердаун | Хари Челм               |
| Ајвор Барнард    | Мајор Џек Рос           |
| Марко Тули       | Равело                  |
| Бернард Ли       | Инспектор Џек Клејтон   |
| Марио Пероне     | Благајник на СС Најанги |
| Ђулио Донини     | Администратор           |
| Саро Урци        | Капетан СС Најанге      |

## Спољапшње везе
- Удри ђавола на веб-сајту  (језик: енглески)